# Muzeum Pawlikowskich
Muzeum Pawlikowskich - zbiory zgromadzone przez Józefa Benedykta Pawlikowskiego (1770–1830) - burmistrza Przemyśla, Józefa Gwalberta Pawlikowskiego (1793-1852) i Jana Gwalberta Pawlikowskiego.
W latach 1849–1895 zdeponowano zbiory w klasztorze Dominikanów we Lwowie, następnie przeniesiono do budynku na ulicy Trzeciego Maja 5, gdzie Jan Gwalbert Pawlikowski wybudował osobny pawilon i bibliotekę.
Zbiór liczył 26 tys. woluminów książek, 271 rękopisów, 4270 autografów, ponad 25 tys. rysunków i rycin. W 1921 zbiór został przekazany w wieczysty depozyt Ossolineum.